# 幻灯の町
「幻灯の町」（うつしえのまち）は、1993年5月21日にリリースされた三橋美智也のシングル。

## 解説
- 歌謡生活40周年を記念して出されたが、この作品がラストシングルとなった（1996年1月8日逝去）。
- ジャケットの写真は1988年に歌謡生活35周年記念曲「望郷江差」で使用されたものと同じであり、B面の「潮路」は三橋自身が作曲した。

## 収録曲
1. 幻灯の町
  - 作詞:横井弘／作曲:江口浩司
2. 幻灯の町（カラオケ）
3. 潮路
  - 作詞:横井弘／作曲:三橋美智也／編曲:江口浩司
4. 潮路（カラオケ）

| スタブアイコン | サブスタブ | この項目は、まだ閲覧者の調べものの参照としては役立たない、シングルに関連した書きかけの項目です。この項目を加筆・訂正などしてくださる協力者を求めています（P:音楽/PJ:楽曲）。 |